# Ђука Агић
Ђуро Ђука Агић (Загреб, 17. август 1906 — Загреб 15. јануар 1985) је бивши југословенски репрезентативац. Играо је одбрани. Од 1925. до 1937. играо је за ХШК Конкордију и ХАШК из Загреба. Био је веома покретан и једнако користан и у одбрани и нападу.Са Конкордијом је освојио једну титулу државног првака. Престао се бавити фудбалом 1937 године.
За Краљевине Југославије одиграо је једну утакмицу 26. јануара 1930. у Атини против Грчке (1 : 2) у такмичењу за Балкански куп.